# Scarabaeiformia
De Scarabaeiformia zijn een infraorde van kevers uit de onderorde Polyphaga.

## Taxonomie
De infraorde is als volgt onderverdeeld:
- Superfamilie Scarabaeoidea Latreille, 1802
  - Familie Pleocomidae LeConte, 1861
  - Familie Geotrupidae Latreille, 1802 (Echte mestkevers)
  - Familie Belohinidae Paulian, 1959
  - Familie Passalidae Leach, 1815
  - Familie Trogidae MacLeay, 1819 (Beenderknagers)
  - Familie Glaresidae Kolbe, 1905
  - Familie Diphyllostomatidae Holloway, 1972
  - Familie Lucanidae Latreille, 1804 (Vliegende herten)
  - Familie Ochodaeidae Mulsant and Rey, 1871
  - Familie Hybosoridae Erichson, 1847
  - Familie Glaphyridae MacLeay, 1819
  - Familie Scarabaeidae Latreille, 1802 (Bladsprietkevers)
  - Familie Coprinisphaeridae Genise, 2004  †
  - Familie Pallichnidae Genise, 2004  †